# Lycée Henri-Poincaré
Le lycée Henri-Poincaré est un établissement public local d'enseignement situé dans le centre-ville de Nancy en Meurthe-et-Moselle faisant partie de l'académie de Nancy-Metz. Il regroupe un lycée général et technologique et des classes préparatoire aux grandes écoles scientifiques, économiques et littéraires. L'établissement compte 2 256 élèves et 231 enseignants.
Le lycée impérial s'installe le 6 mai 1803 dans les bâtiments de deux anciens couvents, celui des Minimes (1592) et celui des Visitandines (1632), dont les membres ont été expulsés à la Révolution. Les vestiges de ce passé religieux consistent en plusieurs cloîtres et en la chapelle de la Visitation classée monument historique en 1916. L'établissement porte depuis 1913 le nom du mathématicien français Henri Poincaré, ancien élève.

## Historique

### Couvent (1592-1792)
Le couvent des Minimes est fondé en 1592. Les vingt-quatre moines bénéficient de l'aide de Christophe de Bassompierre, de son épouse Louise de Radeval et du duc Henri II de Lorraine pour construire l'église Notre-Dame-de-Lorette consacrée en 1613. Le couvent de la Visitation est quant à lui fondé en 1632 malgré quelques résistances dues au déjà grand nombre de couvents installés à Nancy Les visitandines font ériger la chapelle de la Visitation de 1780 à 1783,
À la Révolution française, les moines et les sœurs doivent quitter leurs couvents qui se voient démantelés. Certaines visitandines récalcitrantes seront emprisonnées jusqu'en décembre 1794. La chapelle abrite alors le nouveau musée des beaux-arts de Nancy et l'École des beaux-arts de Nancy jusqu'en 1804 où elle retrouve sa vocation première.

### Lycée (depuis 1804)
Sous le Consulat, Napoléon Bonaparte crée le lycée pour former « l'élite de la nation ». Le Lycée impérial de Nancy est créé le 6 mai 1803 à l'emplacement des deux anciens couvents. Il ouvre le 23 avril 1804 et compte alors 270 élèves dont 100 boursiers. Le premier proviseur est Étienne Mollvaut de 1803 à 1810. Les bâtiments des anciens couvents sont adaptés tant bien que mal aux besoins du lycée. Après la destruction de l'église en ruine, il ne reste plus que les cloîtres et la chapelle de la Visitation comme vestige du passé religieux du lieu,.
Le lycée va changer plusieurs fois d'appellation au fur et à mesure des changements de régimes politiques : collège royal sous la Restauration en 1815, lycée national sous la Deuxième République en 1848, de nouveau lycée impérial sous le Second Empire en 1852, et de nouveau lycée national sous la Troisième République en 1870. À la suite du décès du célèbre mathématicien et physicien français Henri Poincaré, ancien élève de l'établissement, le lycée est baptisé en 1913 « lycée Henri-Poincaré ». Le lycée devient un lycée d'État mixte en 1962 puis un lycée polyvalent régional,.
Aux XIXe et XXe siècles, le lycée connaît plusieurs travaux d'ampleur afin de l'agrandir. Un bâtiment faisant la jonction entre les deux anciens couvents est construit en 1860, puis un gymnase en 1874. Des ailes sont rajoutées pour fermer l'ensemble : d'abord l'aile Gambetta (donnant sur l'actuelle place Dombasle) en 1880, puis l'aile donnant sur la rue des Blondlot tout juste percée, et enfin l'aile des Visitandines donnant sur la rue de la Visitation. Plusieurs ailes sont également rehaussées pour faire face aux augmentations d'effectifs tandis que les greniers existants sont transformés en salles de classe. Les cours intérieures se voient utilisées partiellement ou totalement pour la construction de nouveaux bâtiments : un nouveau gymnase dans la cour des marronniers en 1967, une nouvelle cantine dans la cour Blondlot et un nouveau centre de documentation et d'information (CDI) dans la cour Chanzy.
La chapelle de la Visitation qui fait partie du lycée est classée monument historique par un arrêté du 7 mars 1916.

## Localisation et accès

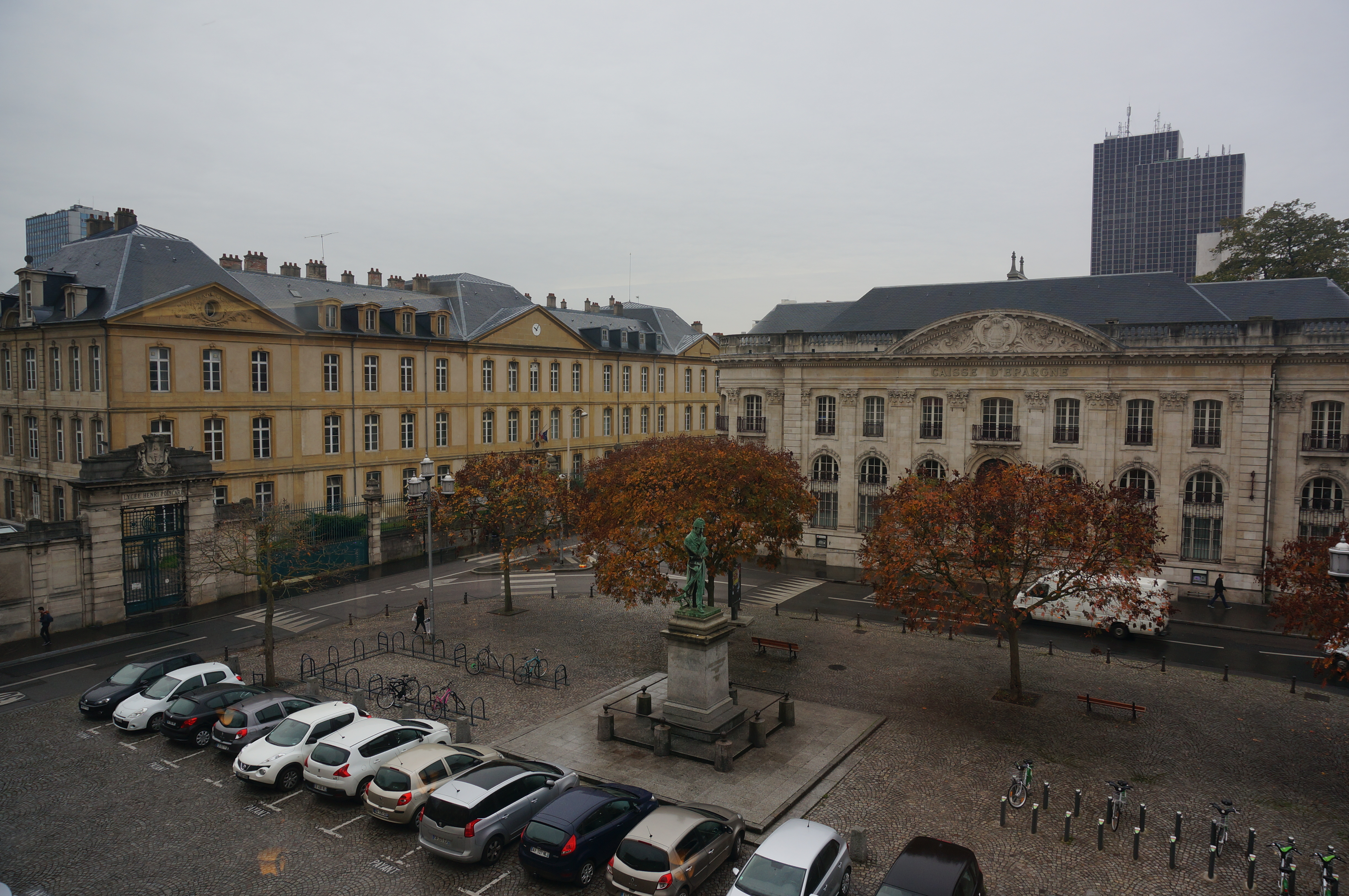
Vue sur la place Dombasle, devant le lycée, à gauche sur la photo

Le lycée se trouve au sein de la ville-neuve et appartient administrativement au quartier Charles III - Centre Ville. Il est bordé au nord par la rue Henri-Poincaré et la place Dombasle, à l'est par la rue de la Visitation, au sud par la rue des Blondlot, et à l'ouest par la rue Chanzy.
L'entrée principale, utilisée par les élèves, se situe sur la rue Henri-Poincaré et la place Dombasle. L'entrée « officielle », utilisée par le personnel administratif et les professeurs, se situe au 2 rue de la Visitation.
Le lycée est accessible via les lignes du service de transport de l'agglomération nancéienne (Stan). L'arrêt Bibliothèque, situé juste devant l'établissement, est desservi par la ligne de bus à haut niveau de service no 2 et par les lignes d'autobus nos 4, 5 & 9. L'arrêt Gare Thiers Poirel, situé à 300 m de l'établissement, est desservi par les lignes de bus à haut niveau de service nos 2 & 3 et par les lignes d'autobus nos 4, 5, 6, 7, 8 & 16. Le lycée est également desservi par la ligne de transport léger guidé no 1 via les arrêts Maginot et Point-Central respectivement situés à 350 m et 400 m de l'établissement. La gare ferroviaire de Nancy-Ville se trouve à 380 m du lycée.

## Administration

### Direction
L'établissement est dirigé par un proviseur secondé par deux proviseurs adjoints, un pour le lycée et un autre pour les classes préparatoires. Ils sont à la tête de cinq services (Vie scolaire, Santé, Orientation, Documentation & Comptabilité), d'une équipe enseignante d'environ 300 professeurs, des agents du conseil régional, des agents de laboratoire et des assistants étrangers.

### CDI et TICE
Le centre de documentation et d’information (CDI) compte plus de 30 000 documents. Il dispose d'un coin-lecture, d'un espace numérique avec plusieurs ordinateurs et de salles pour le travail en groupes.
Le réseau informatique du lycée compte 12 serveurs informatiques et 500 ordinateurs connectés à Internet. Plusieurs technologies de l'information et de la communication pour l'enseignement (TICE) sont mises à disposition : un espace numérique de travail (ENT) pour les élèves, l'EDT pour les professeurs, et Pronote pour les parents, élèves et professeurs.

### Restauration et hébergement
Le lycée possède un service de restauration scolaire fonctionnant du lundi au samedi, le midi et le soir. Les repas sont cuisinés sur place par une équipe d'une quinzaine de personnes dirigée par un chef de cuisine. Avec l'aide d'une dizaine d'agents le midi, ils servent environ 2 000 repas par jour.
Le lycée possède un internat d'environ 190 places destiné aux étudiants de classe préparatoire aux grandes écoles (CPGE) et aux élèves habitant loin du lycée ou ayant une situation familiale particulière. Il est équipé de chambres collectives (2, 3 ou 4 lits) pour les premières années et de chambre individuelle pour les secondes années. L'internat peut accueillir une vingtaine de lycéens faisant partie des sections artistiques du lycée Henri-Poincaré ou du lycée Frédéric-Chopin.

### Associations
Le lycée compte un foyer socio-éducatif (FSE) organisant et finançant de nombreux projets, activités, clubs et associations au sein de l'établissement. Il s'y trouve notamment un club Journal éditant le Poinca plusieurs fois par an, un club Théâtre donnant plusieurs représentations par an, un club Anglais permettant d'échanger dans cette langue, mais aussi un club Solidarités et un club Jeu de rôle.
L'association sportive (AS), affiliée à l'Union nationale du sport scolaire (UNSS), permet aux élèves d'avoir une pratique sportive dans le cadre du lycée. L'association compte des équipes de basket-ball, volley-ball, handball, football, futsal, gymnastique rythmique, tennis de table, badminton, billard et cross-country qui participent à de nombreuses compétitions. Il est également possible de pratiquer ces sports dans un cadre moins compétitif, de suivre des activités d'entretien de soi (musculation, tai-chi, yoga, fitness) ou artistiques (danse, rock, break dance).
L'association Calligrammes fondée en 1993 organise des conférences données par des intervenants extérieurs sur des sujets d'ordre littéraire, historique, artistique, économique, sociopolitique ou scientifique.
L'association AISCObam (AIde SCOlaire Bénévole aux Adolescents Malades) fondée en 1991 rassemble des professeurs qui donnent bénévolement des cours aux élèves hospitalisés au centre hospitalier régional et universitaire de Nancy et au centre psychothérapique de Nancy. Chaque année, une soixantaine de professeurs donne environ 2 000 heures de cours à plus de 200 élèves.
Le lycée possède également une Amicale des anciens élèves et une Amicale du personnel.

## Enseignement
Le lycée Henri-Poincaré regroupe dans un même établissement un lycée et des classes préparatoires aux grandes écoles (CPGE).

### Lycée
Le lycée compte les trois filières générales : scientifiques, économiques et sociales et littéraires. Il propose comme langues étrangères vivantes l'anglais, l'allemand, l'espagnol, l'italien ou l'arabe, et comme options latin, grec ancien, cinéma-audiovisuel, histoire de l'art, arts plastiques ou section européenne espagnole. Il est possible de présenter au baccalauréat les options LV3 (italien ou hébreu), Langues et cultures de l'Antiquité (latin ou grec ancien), Éducation physique et sportive, Arts ou Atelier artistique,,. L'établissement compte également depuis 1997 une section européenne espagnole qui donne la possibilité de passer un examen afin d'obtenir la mention B1 du CECRL validé par l'Institut Cervantes de Madrid.
Le lycée compte une filière technologique, techniques de la musique et de la danse (TMD), accessible aux instrumentistes et aux danseurs après sélection. Les élèves doivent être inscrits en parallèle au conservatoire à rayonnement régional de Nancy,.
Le lycée propose également une classe de mise à niveau en cinéma audiovisuel (Mancav) offrant aux bacheliers issus des séries générales une année de formation pour intégrer un BTS Métiers de l'audiovisuel ou un DMA son ou lumière.

#### Classement du lycée
Selon L'Express en 2020, le lycée se classe 3e sur 26 au niveau départemental quant à la qualité d'enseignement, et  677e sur 2277 au niveau national. En 2017, le lycée se classait 22e sur 26 au niveau départemental quant à la qualité d'enseignement, et 1964e sur 2277 au niveau national. Le classement s'établit sur trois critères : le taux de réussite au baccalauréat, la proportion d'élèves de première qui obtient le baccalauréat en ayant fait les deux dernières années de leur scolarité dans l'établissement, et la valeur ajoutée, c'est-à-dire la capacité à faire progresser les élèves compte tenu de leur origine sociale, de leur âge et de leurs résultats au diplôme national du brevet.
| Année | 2010 | 2011 | 2012 | 2013 | 2014 | 2015 | 2016 |
| Taux  | 94 % | 92 % | 94 % | 94 % | 92 % | 94 % | 89 % |

### Classe préparatoires aux grandes écoles
Le lycée compte plusieurs filières de classe préparatoire aux grandes écoles (CPGE) :
- Classes préparatoires scientifiques « Maths Sup / Maths Spé », options MP2I/MPI ou MPI*, MPSI/MP ou MP*, PCSI/PC ou PC*, PCSI/PSI & BCPST-Véto[32] ;
- Classes préparatoires économiques et commerciales « Prépa HEC », options scientifiques (ECS) ou économiques (ECE)[33] ;
- Classes préparatoires littéraires « Khâgne / Hypokhâgne », options Classique/Ulm (A/L) ou Moderne/Lyon (LHS)[34].

Les étudiants inscrits en classe préparatoire ont l'obligation de s'inscrire à l'université de Lorraine.

#### Classement des CPGE
Le classement national des classes préparatoires aux grandes écoles (CPGE) se fait en fonction du taux d'admission des élèves dans les grandes écoles.
| Filière    | Élèves admis dans une grande école | Taux d'admission | Taux moyen sur 5 ans | Classement national | Évolution sur un an |
| ---------- | ---------------------------------- | ---------------- | -------------------- | ------------------- | ------------------- |
| ECE        | 13 / 39 élèves                     | 33,3 %           | 38,1 %               | 59e sur 105         | 10                  |
| ECS        | 15 / 39 élèves                     | 38,5 %           | 40,3 %               | 60e sur 105         | 8                   |
| Khâgne A/L | 0 / 22 élèves                      | 0,0 %            | 2,9 %                | 36eex-æquo sur 36   | 14                  |
| Khâgne LSH | 0 / 43 élèves                      | 0,0 %            | 3,1 %                | 73eex-æquo sur 73   | 23                  |
| MP / MP*   | 16 / 69 élèves                     | 23,2 %           | 21,1 %               | 16e sur 113         | 6                   |
| PC / PC*   | 8 / 68 élèves                      | 11,8 %           | 11,8 %               | 29eex-æquo sur 106  | 2                   |
| PSI / PSI* | 3 / 35 élèves                      | 8,6 %            | 7,3 %                | 45e sur 118         | 21                  |
| BCPST      | 39 / 84 élèves                     | 46,4 %           | 42,1 %               | 24e sur 54          | =                   |

## Personnalités liées au lycée

### Anciens professeurs
- Primo Basso (1926-2010), romancier, auteur et traducteur.
- Eugène Benoist (1831-1887), latiniste.
- Pierre Braun (1881-1922), ancien élève et professeur agrégé d'histoire de 1906 à 1914
- Auguste Burdeau (1851-1894), philosophie, de 1873 à 1881.
- Jean Chassard (1912-2007), germaniste et auteur.
- Hélène Gestern (1971-), agrégée de lettres et autrice.
- Maurice Halbwachs (1877-1945), sociologue.
- René Harmand (1868-1945), agrégé de lettres, docteur ès lettres.
- Jules Lagneau (1851-1894), philosophie, de 1880 à 1886.
- Henri-Léon Lebesgue (1875-1941), mathématicien.
- Émile Mathieu (1835-1890), mathématicien.
- René Morisset (1899-1989), agrégé de lettres.
- Claude Pair (1934-2024), mathématicien et informaticien.
- Gaston Stoltz (1890-1976), musicien et chef d'orchestre.
- René Taveneaux (1911-2000), historien.

### Anciens élèves
Plusieurs personnalités ont étudié au lycée Henri-Poincaré, soit au lycée, soit dans les classes préparatoires.
- Paul Appell (1855-1930), mathématicien.
- Bernard Bajolet (1949-), ambassadeur et ex-directeur de la DGSE
- Paul Baratte (1860-1928), inspecteur général des ponts et chaussées.
- Maurice Barrès (1862-1923), écrivain et homme politique, figure du nationalisme.
- Jean Bastien-Thiry (1927-1963), ingénieur militaire ayant mené l'attentat du Petit-Clamart contre Charles de Gaulle
- Chakib Benmoussa (1958-), ingénieur et homme politique marocain.
- Alain Borer (1949-), écrivain, poète et critique d'art.
- Michel Boulangé (1929-), médecin et universitaire.
- Jacques Chartron, directeur de la DST
- Gaspard-Gustave Coriolis (1792-1843), mathématicien et ingénieur.
- Charlélie Couture (1956-), musicien, peintre, graphiste et romancier.
- Gérard Croissant (1949-), religieux.
- François Félix Crousse (1840-1925), horticulteur.
- Lucien Daubrée (1844-1921), ingénieur forestier.
- Antonin Daum (1864-1930), ingénieur et verrier.
- Auguste Daum (1853-1909), maître verrier.
- Léon Daum (1887-1966), industriel, membre fondateur de la Communauté européenne du charbon et de l'acier, fils du précédent et gendre d'Henri Poincaré[46].
- Paul Daum, industriel, artiste, aviateur, résistant, frère du précédent, président de l’association des anciens élèves[47].
- Jules Drach (1871-1949), mathématicien.
- Léo Drouyn (1816-1896), artiste et archéologue.
- Jules Duvaux (1827-1902), homme politique.
- Charles Enderlin (1945-), journaliste.
- Robert Fawtier (1885-1966), historien médiéviste.
- Lucien Febvre (1878-1956), historien.
- Charles de Foucauld (1858-1916), explorateur et missionnaire.
- Alphonse Franck (1862-1932), dramaturge et metteur en scène.
- Émile Gallé (1846-1904), verrier, céramiste et ébéniste, figure de l'Art nouveau, fondateur de l'École de Nancy.
- Jean Ganeval (1894-1981), militaire et homme politique.
- Émile Gebhart (1839-1908), historien d'art et critique littéraire.
- Patrick Gérard (1957), haut fonctionnaire de l'Éducation nationale.
- André Grandpierre (1894-1972), ingénieur et industriel.
- Jacques Gruber (1870-1936), maître verrier, figure du vitrail Art nouveau.
- Stanislas de Guaita (1861-1897), occultiste et poète.
- Charles Hermite (1822-1901), mathématicien.
- Philippe Herzog (1940-), économiste et homme politique.
- René Hodot (1942-), linguiste et professeur émérite de grec ancien.
- Claude Huriet (1930-), médecin et homme politique.
- Jean-Pierre Jeunet (1953-), réalisateur et scénariste
- Nicolas Klein (d) ancien de l'ENS Lyon, agrégé d'espagnol y a été élève.
- Frédéric Kuhlmann (1803-1881), chimiste et industriel.
- Jean L'Hôte (1929-1985), écrivain et réalisateur.
- Jean Lachkar (1954-), conseiller maître à la Cour des comptes.
- Jacques Lamblin (1952-), homme politique.
- Jack Lang (1939-), homme politique.
- Pierre Larrouturou (1964-), économiste et homme politique.
- Karine Le Marchand (1968-), animatrice de télévision.
- Albert Lebrun (1871-1950), homme politique, président de la République (1932-1940).
- Louis Leprince-Ringuet (1901-2000), physicien, ingénieur et écrivain.
- Hubert Lyautey (1854-1934), officier militaire, maréchal de France.
- Louis Majorelle (1859-1926), ébéniste et décorateur, membre de l'École de Nancy.
- Antoine Masson (1806-1860), physicien.
- Lætitia Masson (1966-), réalisatrice et scénariste.
- Philippe Mathot (1952-), homme politique.
- Alain Maury (1958-), astronome.
- Alain Michel (1954-), historien.
- Emile Moselly (1870-1918), écrivain, prix Goncourt 1907.
- Philippe Nachbar (1950-), avocat et homme politique.
- Tom Novembre (1959-), chanteur et acteur.
- Paul Pau (1848-1932), général.
- Marcel Paul  (1879-1946), PDG de la Société Anonyme des Hauts-Fourneaux et Fonderies de Pont-à-Mousson, qui changea son nom en Marcel Paul-Cavallier[46].
- Pierre Pevel (1968-), écrivain de fantaisie et science-fiction.
- Michel Picard (1931-), universitaire et écrivain.[réf. nécessaire]
- Raymond Picard (1917-1975), universitaire[48].
- Henri Poincaré (1854-1912), mathématicien, physicien, philosophe et ingénieur.
- Charles Renard (1847-1905), ingénieur militaire, pionnier de l'aviation.
- Othon Riemann (1853-1891), philologue.
- Paul Rivet (1876-1958), médecin et ethnologue.
- André Rossinot (1939-), homme politique et maire de Nancy.
- Jean-Pierre Rothé (1906-1991), sismologue.
- Louis Sadoul (1870-1937), magistrat et historien lorrain, président de l’association des anciens élèves[46].
- Catherine Sauvage (1929-1998), chanteuse et comédienne.
- Camille Schmitt (1876-1957), médecin et homme politique.
- Henry-Jean Servat (1949-), écrivain et journaliste.
- Nathalie Stutzmann (1965-), cantatrice et chef d'orchestre.
- Élie Tenembaum, agrégé, docteur en histoire et directeur du Centre des Études de Sécurité de l’Institut Français des Relations Internationales.
- Gérald Tenenbaum (1952-), mathématicien et écrivain.
- Jean Thouvenot (1918-2010), professeur de lettres classiques et journaliste.
- Jean Tirole (1953-), économiste, prix Nobel d'économie 2014.
- Lefred-Thouron (1961-), dessinateur de presse.
- Christian Veillet (1954-), astronome.
- Pierre Vermeren (1966-), historien et professeur.
- Jean-Édouard Verneau (1890-1944), officier militaire et résistant.
- Roger Viry-Babel (1945-2006), professeur et cinéaste.
- Michel Waldschmidt (1946-), mathématicien.